# Szybowice (gmina w rejencji opolskiej)
Szybowice (niem. Amtsbezirk Schnellewalde) – zbiorowa gmina wiejska (Amtsbezirk) w powiecie prudnickim, rejencji opolskiej. Funkcjonowała w latach 1874–1945 w Rzeszy Niemieckiej. Siedzibą gminy były Szybowice (Schnellewalde).
Gminę Szybowice utworzono 1 maja 1874 na obszarze powiatu prudnickiego. Powstała z obszaru gromad Szybowice i Wierzbiec (Wackenau) oraz majątku ziemskiego. Pierwszym administratorem okręgu został Rudolph Hübner zamieszkały w Wierzbcu.
1 kwietnia 1939 do gminy Szybowice przyłączono gromadę Włóczno (Achthuben) z gminy Niemysłowice.
Jednostka przetrwała do 1945 roku. Po II wojnie światowej została zniesiona. Władze polskie nie odtworzyły gminy w reaktywowanym powiecie prudnickim.